# Чехов-4
Чехов-4 — открытый военный городок в городском округе Чехов Московской области. Расположен в самом городе Чехов, мкр. Венюково. Относится к в/ч № 33877. Мест дислокации у воинской части три: Монино, Чехов-3 и Чехов-4. Часть принадлежит к инженерно-техническим войскам и является бюджетным учреждением Министерства обороны, которое реализует такие направления деятельности, как обеспечение безопасности страны, подготовка военнослужащих, здравоохранение.